# 101 مرقش
101 مرقش (بالإنجليزية: 101 Dalmatians)‏ هو فيلم أمريكي كوميدي صور في لندن، وأنتج في سنة 1996، وهو من إنتاج شركة والت ديزني، وهو حكايته مستوحاة من فيلم مئة مرقش ومرقش وألذي أنتج في سنة 1961 .

## قصة الفيلم
يتكلم الفيلم عن سيدة عجوز اسمها كرولا تقوم بخطف 99 كلب منقط وذلك لتصنع منهم معاطف لها فتقوم بالاستعانة بلصين هم جاسبر وهوراسي من أجل سرقة الكلاب فيقوم اللصان بسرقة 15 كلب مرقش من منزل روجر وأنيتا ديرلي وناني فيقوم والدي الكلب بنشر خبر الخطف للكلاب الأخرى عبر نباحها فتعلم كل كلاب وحيوانات المدينة فيسارعون لإنقاذ الكلاب ويلقى القبض على كرولا واللصين وعلى سكاينر معاون كرولا وتعود الكلاب 101 إلى منزل آل ديرلي.

## البطولة
- غلين كلوز بدور كرولا دي فيل.
- جيف دانييلز بدور روجر ديرلي.
- جولي ريتشاردسون بدور أنيتا كامبل غرين ديرلي.
- جوان بلاورايت بدور ناني.
- هيو لوري بدور جاسبر.
- مارك وليامس بدور هوراسي.
- جون شرابنيل بدور سكاينر.
- تيم مكنيرني بدورألونزو.
- هو فرازر بدور فريدريك.

## وصلات خارجية
- 101 مرقش على موقع IMDb (الإنجليزية)
- 101 مرقش على موقع ميتاكريتيك (الإنجليزية)
- 101 مرقش على موقع روتن توميتوز (الإنجليزية)
- 101 مرقش على موقع نتفليكس (الإنجليزية)
- 101 مرقش على موقع قاعدة بيانات الأفلام العربية
- 101 مرقش على موقع ألو سيني (الفرنسية)
- 101 مرقش على موقع Turner Classic Movies (الإنجليزية)
- 101 مرقش على موقع أول موفي (الإنجليزية)
- 101 مرقش على موقع بوكس أوفيس موجو (الإنجليزية)
- 101 مرقش على موقع فيلمافينيتي (الإسبانية)